# Bromheadia
Bromheadia é um género botânico pertencente à família das orquídeas (Orchidaceae).

## Lista parcial de espécies
- Bromheadia aporoides
- Bromheadia brevifolia
- Bromheadia crassiflora
- Bromheadia divaricata
- Bromheadia finlaysoniana
- Bromheadia palustris
- Bromheadia pulchra
- Bromheadia rigida
- Bromheadia scirpoidea
- Bromheadia truncata